# Claasseniini
Claasseniini es una tribu de insectos plecópteros de la familia Perlidae. Comprende un solo género, Claassenia, que contiene las siguientes especies:

## Especies
- Claassenia bischoffi (Wu, 1935)
- Claassenia brachyptera Brinck, 1949
- Claassenia caudata (Klapálek, 1916)
- Claassenia fulva (Wu, C.F., 1973)
- Claassenia gigas (Klapálek, 1916)
- Claassenia magna Wu, 1948
- Claassenia manchuriana (Banks, 1920)
- Claassenia radiata (Klapálek, 1916)
- Claassenia sabulosa (Banks, 1900)
- Claassenia semibrachyptera Wu & Claassen, 1934
- Claassenia tincta (Navás, 1923)